# Kinszasa
Kinszasa (dawniej Léopoldville) – stolica i największe miasto Demokratycznej Republiki Konga, dawniej stolica Zairu. Jest to drugie co do wielkości miasto Afryki, po Lagos w Nigerii, położone na południe od równika. W 2020 roku miasto zamieszkane było przez 17,1 mln osób.
Kinszasa leży w zachodniej części państwa nad rzeką Kongo, w niewielkiej odległości od stolicy Republiki Konga – Brazzaville.

## Historia
- 1881 – założenie przez Henry'ego Mortona Stanleya (wówczas pod nazwą Léopoldville)
- 1898 – uruchomienie linii kolejowej Matadi–Kinszasa
- 1926 – ustanowienie stolicą Konga Belgijskiego
- 1960 – ustanowienie stolicą Demokratycznej Republiki Konga
- 1966 – zmiana nazwy na „Kinszasa”.

## Podział administracyjny

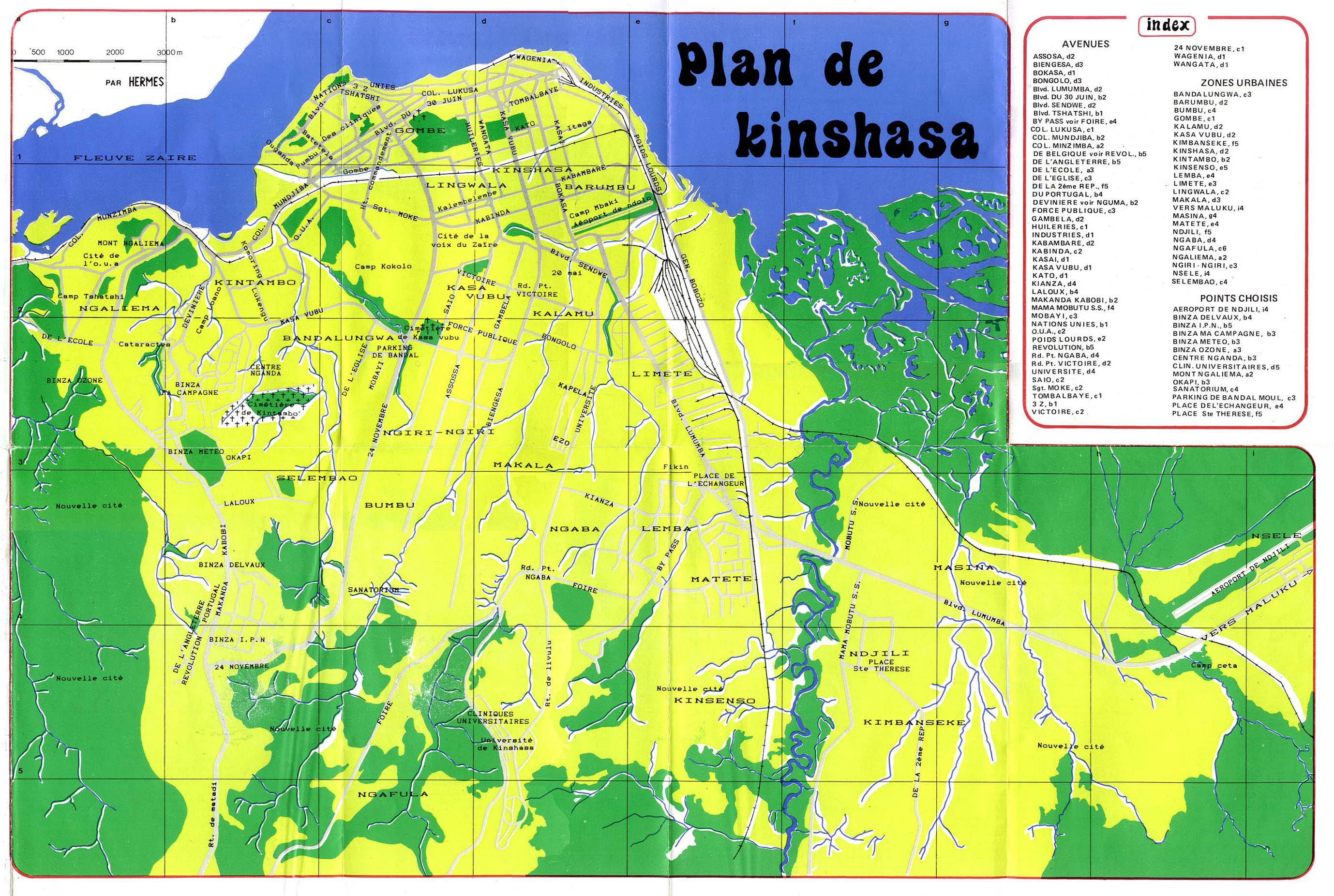
Mapa Kinszasy z 2001

Kinszasa jest jednocześnie miastem i jedną z 26 prowincji Demokratycznej Republiki Konga.
Kinszasa jest podzielona na 4 dystrykty, z których z kolei wyodrębniono 24 gminy (communes). Gmina Kinszasa dała nazwę całemu miastu, jednak handlowym i administracyjnym sercem miasta jest gmina Gombe.
| dystrykt Funa | dystrykt Lukunga | dystrykt Mont Amba | dystrykt Tshangu |
| ------------- | ---------------- | ------------------ | ---------------- |
| Bandalungwa   | Barumbu          | Kisenso (Kinsenso) | Kimbanseke       |
| Bumbu         | Gombe (La Gombe) | Lemba              | Maluku           |
| Kalamu        | Kinshasa         | Limete             | Masina           |
| Kasa-Vubu     | Kintambo         | Matete             | Ndjili (N'Djili) |
| Makala        | Lingwala         | Ngaba              | Nsele (N'Sele)   |
| Ngiri-Ngiri   | Mont Ngafula     |                    |                  |
| Selembao      | Ngaliema         |                    |                  |

## Kwestie społeczne

### Przestępczość
Miasto niegdyś było uważane za najbardziej niebezpieczne miasto Afryki, ze współczynnikiem zabójstw 112 na 100 tys. mieszkańców. Według danych z 2021 roku współczynnik zabójstw spadł do 33 na 100 tys. mieszkańców, co plasuje Kinszasę na 9. miejscu w Afryce. II wojna domowa w Kongu spowodowała chaos, którego skutków miasto do tej pory nie jest w stanie rozwiązać. Z rozległych slumsów Kinszasy wywodzi się wiele gangów, a kradzieże, rozboje, gwałty oraz przestępczość zorganizowana są powszechne. 30 grudnia 2013 roku w mieście doszło do ataków, w których zginęło 55 osób.

### Dzieci ulicy
Dzieci ulicy, często sieroty, są ofiarami częstych nadużyć ze strony policji i wojska. Z szacowanych 20 tys. dzieci, które żyją na ulicach Kinszasy, niemalże 1/4 utrzymuje się z żebractwa, część jest drobnymi sprzedawcami i około 1/3 ma jakiś rodzaj zatrudnienia. Policja organizuje regularne obławy mające na celu oczyszczenie ulic. Są zanotowane przypadki, kiedy to policjant zastrzelił takie dziecko pod błahym pretekstem.

## Edukacja
W mieście znajduje się uniwersytet (założony w 1954 roku).

## Kultura
W mieście znajduje się muzeum narodowe. Miasto jest kolebką kongijskiej rumby.

## Transport
Miasto jest obsługiwane przez port lotniczy Ndjili, położone w gminie Nsele na wschodnich krańcach stolicy. Kinszasa ma połączenie kolejowe z Matadi leżącym w dole rzeki Kongo. Znajduje się tu też port na rzece Kongo.
W grudniu 2021 r. rząd DRK ogłosił plany budowy nowoczesnego mostu drogowo-kolejowego o wartości 815 mln dolarów i długości 1575 m łączącego Kinszasę z Brazzaville. Początek realizacji został zaplanowany na 2023 r., a zakończenie na 2028 r..

## Miasta partnerskie
- Ankara, Turcja
- Bolonia, Włochy
- Brazzaville, Kongo
- Bruksela, Belgia
- Dakar, Senegal